# Miss You Love
«Miss You Love» (с англ. — «Скучаю по тебе, любовь») — песня австралийской рок-группы Silverchair с альбома Neon Ballroom, выпущенный в виде сингла в сентябре 1999 года.

## Предыстория
Песня была написана, когда Дэниел Джонс, помимо всего прочего, страдал от тяжёлой депрессии. В интервью журналу Kerrang! Джонс сказал следующее: 

Я хотел написать песню, которую люди могли бы воспринять как песню о любви, в то время как текст на самом деле очень злой. Эта песня о невозможности наладить отношения с кем бы то ни было, о невозможности испытать любовь вне семьи. Я встречался с девушками, но недолго, потому что я немного боюсь обязательств, поэтому через месяц у меня такое чувство, что… Я боюсь, что если кто-то мне действительно понравится, этого не произойдёт, поэтому я прекращаю отношения. Часто мне просто кажется, что это ненастоящая любовь. У нас есть девушки, которые кричат и всё такое, девушки говорят, что любят нас, но я думаю, что они влюблены в саму идею быть влюблёнными в кого-то на сцене или в людей, которых они видят в журналах или по телевизору. Это не реально — это абсолютная ложь.
Песня специально написана так, чтобы звучать как песня о любви, в то время как на самом деле это гимн одиночеству и отчуждению.

## Приём критиков
Критик AllMusic Джейсон Андерсон назвал песню «слезливой балладой, в духе Goo Goo Dolls».

## В популярной культуре
Песня появилась в австралийском фильме 2000 года «Тинейджер года», хотя и не была включена в официальный саундтрек.

## Список композиций
Australian CD single (MATTCD091)
1. «Miss You Love»
2. «Wasted»
3. «Fix Me»
4. «Minor Threat»
5. «Ana's Song (Open Fire)» (live video)

European CD single (6677682); Australian cassette (MATTC091)
1. «Miss You Love»
2. «Wasted»
3. «Fix Me»
4. «Minor Threat»

- «Wasted» и «Fix Me» — это две кавер-версии хардкор-панк-группы Black Flag, а «Minor Threat» — кавер-версия песни группы Minor Threat.

## Чарты
| Чарт (1999 г.)                     | Позиция в чартах |
| ---------------------------------- | ---------------- |
| Австралия (ARIA)                   | 17               |
| Новая Зеландия (Recorded Music NZ) | 43               |

## Сертификации
| Регион                                                                      | Сертификация | Продажи |
| --------------------------------------------------------------------------- | ------------ | ------- |
| Австралия (ARIA)                                                            | Золотой      | 35 000  |
| Данные о продажах + прослушиваниях приведены только на основе сертификации. |              |         |